# Yên Hồng
Yên Hồng là một xã cũ thuộc huyện Ý Yên, tỉnh Nam Định, Việt Nam.
Xã có diện tích 7,16 km², dân số năm 1999 là 5.826 người, mật độ dân số đạt 814 người/km².

## Địa lý
Xã Yên Hồng nằm liền kề với thị trấn Lâm trung tâm huyện Ý Yên.
Xã có dự án quốc lộ 37C nối từ Quốc lộ 37B tại Ý Yên đi qua Cát Đằng - Phố Cháy - Yên Phương vượt sông Đáy tới Gián Khẩu, Me, Nho Quan (Ninh Bình) và kết thúc tại đường Hồ Chí Minh ở Lạc Thủy (Hòa Bình).

## Đình Đằng Động
Đình Đằng Động hay đình Làng Lẻ được xếp hạng di tích lịch sử văn hóa cấp tỉnh. Đình thờ Đinh Bộ Lĩnh tức Đinh Tiên Hoàng Đế làm thành hoàng làng. Tương truyền khi xưa Vua Đinh dẹp loạn 12 sứ quân đã về đây chiêu dân, lập ấp và xây dựng căn cứ quân sự.
Đình Đằng Động còn thờ tướng quân Đinh Đức Nghi - người xã Mễ Tràng, huyện Thanh Liêm (nay thuộc Hà Nam). Ông là người có công cùng Đinh Bộ Lĩnh dẹp loạn 12 sứ quân và cùng nhân dân khai khẩn đất đai, lập ra 5 trang: Hồng Động, Vạn Điểm, Tống Xá, Ngô Xá, Trịnh Xá (nay thuộc các xã: Yên Tiến, Yên Hồng, Thị trấn Lâm, Yên Xá, Yên Bằng, Yên Ninh).